# Kreuzberg (Kaiserswerth)

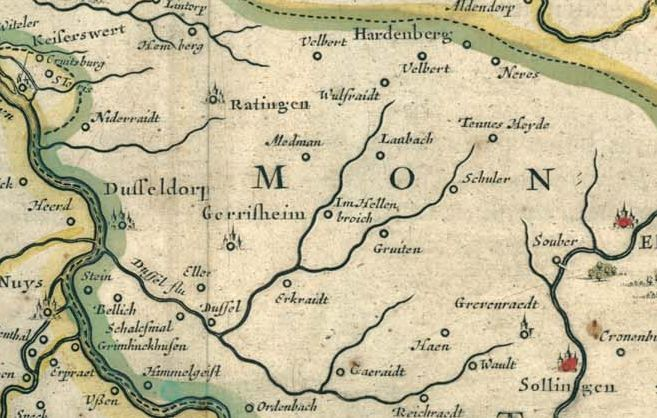
Kreuzberg (Cruitzburg; oben links) im Ausschnitt einer Karte von Willem und Joan Blaeu (Atlas Maior: Iuliacensis et Montensis Ducatus; 1645)

Kreuzberg war ein historisches Kirchspiel am rechten Niederrhein, das nordöstlich und in der Nähe von Kaiserswerth lag. Im Mittelalter und zu Anfang der Neuzeit war der Ort Sitz eines bedeutenden Hauptgerichts in der Grafschaft und dem späteren Herzogtum Berg. Auch lag hier der Fronhof des Stifts Kaiserswerth, der um 1100 als „Rinthusen“ bezeichnet wurde. Im Ausschnitt einer von 1645 stammenden Karte von Willem und Joan Blaeu ist der Ort mit dem Schriftzug Cruitzburg verzeichnet. Bei der Belagerung und Eroberung von Kaiserswerth im Spanischen Erbfolgekrieg wurde die Ortschaft 1702 völlig zerstört und verlor, da kein Wiederaufbau erfolgte, als Siedlungsgebiet die Eigenständigkeit. Aktuell ist nur die Kaiserswerther Kreuzbergstraße, die in östlicher Richtung nach Kalkum führt, noch ein Hinweis auf das ehemalige Kirchspiel.

## Hauptgericht Kreuzberg
Vermutlich bereits mit Beginn des Hochmittelalters unter den Ezzonen bestand ein Gericht in Kreuzberg, das für den zwischen Rhein, Ruhr und Wupper gelegenen Grafschaftsbezirk, der von der neueren Forschung „Duisburg-Kaiserswerther Grafschaft“ genannt wird, zuständig war. Zu Anfang des Hochmittelalters ist Kreuzberg bereits als Sitz eines Haupt- und Consulationsgericht nachweisbar. Mitte des 12. Jahrhunderts war Graf Hermann von Hardenberg Stellvertreter des rheinischen Pfalzgrafen Hermann von Stahleck in diesem Gau. Als Gauverwalter war Hardenberg auch Leiter des Gaugerichtes. 1148 war er als Richter in Kreuzberg urkundlich nachweisbar. Das Gericht bestand aus einem Grafen aus der Ritterschaft als Vorsitzenden und aus sieben auf Lebenszeit ernannten Schöffen.
Die Grafen von Berg konnten frühestens um Mitte des 12. Jahrhunderts die Hoheitsrechte in diesen nördlichen Bereichen der Duisburg-Kaiserswerther Grafschaft erwerben und übernahmen dabei auch das Hauptgericht Kreuzberg. Für 1212 ist eine bergische Leitung des Gerichtes bereits nachweisbar und ab 1288 sind bergische Amtsträger für das inzwischen als bergisches fungierende Landgericht belegbar. Dies war sowohl als „Grafengericht“ für den Adel wie auch als Schöffengericht für alle weiteren Bewohner des Bereiches vom späteren Amt Angermund in der Grafschaft. Als bergisches Hauptgericht und Blutgerichtsstätte nördlich der Wupper war Kreuzberg für Herzogtum Berg zuständig.
Obwohl Kreuzberg nahe bei Kaiserswerth lag, war das bergische Hauptgericht nicht für die Stadt zuständig. Bei der Erhebung von Düsseldorf zur Stadt 1288 erhielt die Stadt ein Schöffengericht, das nur einfache Verbrechen verhandeln durfte. Unverändert wie bereits seit 1148 blieb aber Kreuzberg das zuständige Hauptgericht für Schwerverbrechen wie Diebstahl, Totschlag und Notzucht. Allerdings durfte nun ein Düsseldorfer Schöffe bei derartigen Verhandlungen am Gericht zugegen sein.
Mitte des 14. Jahrhunderts war Kreuzberg unverändert weiterhin Hauptgericht im bergischen Amt Angermund und für die weiteren dortigen Landgerichte in Mülheim an der Ruhr und Homberg die höhere Gerichtsinstanz. Beispielsweise mussten die Schöffen am Gericht in Mülheim damals im Kreuzberger Gericht Konsultation nehmen. Die Stadt Düsseldorf erhielt 1371 vom Graf Wilhelm II. die Erlaubnis einen eigenen Galgen im Stadtgebiet aufzustellen. Hierdurch durften nun auch Diebstahl, Totschlag und Notzucht vom städtischen Gericht behandelt werden. Allerdings musste bei derartigen Verbrechen der Amtmann von Angermund den Vorsitz der Gerichtsverhandlung übernehmen.
1634 bestanden im Amt Angermund neben dem Hauptgericht Kreuzberg die Landgerichte in Mülheim, Homberg, Angermund, Mintard und „In der Brüggen“ sowie das Stadtgericht in Ratingen. Zum Amt Angermund gehörten die Ortschaften und Honschaften Bockum, Ehingen, Einbrungen, Huckingen, Kalkum mit  Zeppenheim, Lohausen, Mündelheim, Rath, Rheinheim, Serm, Stockum und Wittlaer, für die das Hauptgericht in Kreuzberg zuständig war. Obwohl die Ortschaft Kreuzberg nach 1702 nicht mehr vorhanden war, bestand das Hauptgericht Kreuzberg aber weiter. Beispielsweise wurde das Steuerbuch von 1734 bis 1735 für das Amt Angermund von diesem Hauptgericht geführt. Das Ende des Hauptgerichts Kreuzberg kam Anfang des 19. Jahrhunderts mit Ende des Heiligen Römischen Reiches, als das Feudalsystem und auch dessen Gerichtswesen abgelöst wurde.

## Kirchspiel Kreuzberg
Erste Kapellen im Bereich von Kreuzberg waren St. Walburgis und St. Georg, die Ende des 11. Jahrhunderts errichtet wurden und dem Stift in Kaiserswerth unterstanden. St. Walburgis wurde später zu einer Pfarrkirche erweitert, während St. Georg eine kleine Kapelle blieb. Die Pfarrkirche und die Kapelle in Kreuzberg gehörten im 13. Jahrhundert zum Dekanat von Neuss. Zu dieser Zeit beanspruchte auch das Stitfsdekanat von Kaiserswerth weiterhin die Zuständigkeit für die Pfarreien in Itter bei Himmelgeist und in Kreuzberg. Ein alter urkundlicher Nachweis für das Kirchspiel Kreuzberg stammt von 1383. In diesem werden die Kirchspiele im Amte Angermund mit „Bei den Brüggen“ (oder: In den Brüggen), Homberg, Mülheim und Kreuzberg im rheinfränkischen Dekanat Neuss angeführt.
Die Pfarrei Kreuzberg bestand bis 1702. Erhebliche Schäden an der Kirche St. Walburgis traten bereits im Rahmen der Besetzung von Kaiserswerth 1688 durch französische Truppen auf. Bei der Belagerung und Beschuss 1689 wurden Stadt und Kaiserpfalz stark beschädigt und die Franzosen zum Abzug gezwungen. Bei einer weiteren Belagerung 1702 von Kaiserswerth wurde auch Kreuzberg einschließlich der noch vorhandenen Reste der Kirche durch Kriegseinwirkung völlig zerstört. Weder Ort noch Kirche wurden nach Ende dieses Krieges wieder aufgebaut. Die bestehenden Fron- und Lehnsrechte wurden weitgehend von Kaiserswerth übernommen. Das ehemalige Kirchengrundstück wurde eingeebnet und 1800 als Gartengelände verpachtet. Die nach der Säkularisation der Kirchen Anfang des 18. Jahrhunderts noch vorhandenen ehemals kirchlichen Vermögensreste am Niederrhein wurden von der preußischen Regierung ab 1818 verkauft. Dies betraf beispielsweise Kreuzberger Zehntrechte, die Kaiserswerth übernommen hatte, und der vorstehend angeführte Kreuzberger Kirchhofgarten. Erstere wurde 1822 und Letztere 1825 verkauft.